# Estadio Heroes
El Estadio Héroes (en inglés: Heroes Stadium) es un estadio de servicio público del distrito escolar North East ISD en San Antonio, Texas, cuenta con capacidad para 11.000 espectadores.
Actualmente es utilizado por los San Antonio Scorpions de la NASL, antes de mudarse a su nuevo estadio.
- Datos: Q5743135